# Sunčeva konstanta
Sunčeva konstanta ili solarna konstanta je mera gustine svetlosnog toka, dolazećeg Sunčevog elektromagnetskog zračenja, po jedinici površine, vertikalno na ulazne zrake, na udaljenosti od Sunca do Zemlje (1 astronomska jedinica). Sunčeva konstanta uključuje sve vrste elektromagnetskog zračenja, ne samo vidljivu svetlost. Prosečna vrednost je 1.366 kW/m² (mereno sa satelita), i neznatno se menja sa Sunčevim ciklusima.
Stvarna vrednost Sunčeve konstante, na vrhu atmosfere (termopauza), menja se u toku godine 6.9%, u početku januara iznosi 1.412 kW/m², dok u početku juna je 1.321 kW/m², budući da se menja udaljenost Zemlje od Sunca. Tako, za celu Zemlju, koja ima presek od 127 400 000 km², ukupna primljena snaga sa Sunca iznosi 1.740×1017 W, ± 3.5%. Sunčeva konstanta se u toku Sunčevog ciklusa neznatno menja za 0.1%.
1838. Klod Pule je prvi procenio Sunčevu konstantu, koristeći vrlo jednostavan pirheliometar, te je dobio vrednost od 1.228 kW/m², dosta blisko današnjim vrednostima. Tačnija merenja je izvršio Čarls Grili Ebot, između 1902. i 1957., te je dobio vrednost između 1.322 i 1.465 kW/m².
Ugaono pomeranje Zemlje, kako bi se videla sa Sunca, je oko 1/11 700 radijana (oko 18 ugaonih sekundi). Na osnovu toga i Sunčeve konstante, može se izračunati da ukupno zračenje Sunca iznosi 3.86×1026 .

## Promenljivost
Međuvladin panel o klimatskim promenama je utvrdio da su merenja veličine Sunčevog zračenja puno manja od uticaja gasova staklene bašte na globalno zagrevanje. To znači da naučnici smatraju da promene u Sunčevom zračenju ne utiču značajno na klimatske promene.